# Glenburnie-Birchy Head-Shoal Brook
Glenburnie-Birchy Head-Shoal Brook is een gemeente (town) in de Canadese provincie Newfoundland en Labrador. De gemeente ligt aan de westkust van het eiland Newfoundland.

## Geschiedenis
In 1978 werd Glenburnie-Birchy Head-Shoal Brook een gemeente met de status van local government community (LGC). In 1980 werden LGC's op basis van The Municipalities Act als bestuursvorm afgeschaft. De gemeente werd daarop automatisch een community om een aantal jaren later uiteindelijk een town te worden.

## Geografie
Glenburnie-Birchy Head-Shoal Brook ligt aan de westelijke oever van South Arm, de zuidelijke zijarm van Bonne Bay. Tezamen met de noordelijke buurgemeente Woody Point vormt het een enclave binnen het Nationaal Park Gros Morne.
De naam van de gemeente verwijst naar de drie deelgemeenten van zuid naar noord, namelijk Glenburnie, Birchy Head en Shoal Brook. Birchy Head is de hoofdplaats van de gemeente.
De drie dorpen bevinden zich gemiddeld genomen minder dan 2 km ten oosten van de Tablelands en zijn allen met elkaar verbonden via provinciale route 431.

## Demografie
Demografisch gezien is Glenburnie-Birchy Head-Shoal Brook, net zoals de meeste kleine gemeenten op Newfoundland, al decennia aan het krimpen. Tussen 1961 en 2021 daalde de bevolkingsomvang van het gebied van 518 naar 241. Dat komt neer op een daling van 277 inwoners (-53,5%) in 60 jaar tijd.
| Demografische ontwikkeling van Glenburnie-Birchy Head-Shoal Brook tussen 1951 en 2021 |
| ------------------------------------------------------------------------------------- |
|                                                                                       |
| Bron: Statistics Canada (1951–1986, 1991–1996, 2001–2006, 2011–2016, 2021)            |